# タイムボカン王道復古
『タイムボカン王道復古』（タイムボカンおうどうふっこ）は、1993年11月26日から1994年1月1日まで、ビクターエンタテインメント（初代法人）より全2話がリリースされた、タツノコプロ制作のOVA作品。
各巻1話収録のVHSソフトとしてリリースされた後、2000年7月には全2話を一つにまとめたDVDもリリースされている。

## 概要
『タイムボカン』シリーズの一作。「竜の子プロ創立30周年記念作品」と銘打たれた本作品には、『タイムボカンシリーズ』を中心としたタツノコプロ作品のキャラクターが複数登場する。特に第2話は、タツノコキャラクターが多く住むという架空の都市「タツノッコン王国」が舞台であり、タツノコプロが初めて手掛けたテレビアニメ『宇宙エース』を初めとする多数のキャラクターがゲスト出演している。
第1話は『チキチキマシン猛レース』風の、妨害など何でもありのレースを『タイムボカン』シリーズ各作品の三悪同士で競い、優勝したものが次回で主役を張れるというストーリーが展開される。第2話は『ヤッターマン』のフォーマットをそのままなぞる。
富山敬が、ナレーションと登場キャラクターを務めた最後のタイムボカンシリーズでもある。また、途中で登場するオハヤシ星人を歌手の甲本浩人と漫画家の奥谷かひろ（第1話の脚本を手がけたあかほりさとるの妹）が演じている（両者とも、テレビシリーズと同様に視聴者応募で選ばれたという設定）。
前述の通りタイムボカンシリーズの1作に当たるものの、2008年から開始された『ヤッターマン』（第2作、読売テレビ制作）及び 『夜ノヤッターマン』（TOKYO MX他で放送）では、本作品には一切触れられていない。このうち後者の放送局の一つであるTOKYO MXでは、2016年5月5日の19:30 - 20:30（JST）に、サブチャンネルであるMX2にて本作品を地上波で放送した。このほか、2022年4月3日・10日の2週にわたって、BS12でも本作品が放送された）。

## ストーリー

### 第1話
チキチキ・ウゴウゴ・ホゲホゲマシーン猛レース
『タイムボカン』シリーズがOVAとして復活するというが、復活できるのは全7作品（当時）のうち1作だけだという。そこで各作品の三悪同士で「主役はもらった杯争奪オール三悪メカメカ猛レース」を開催し、優勝した三悪が第2話の主役出演権を得ることになった。
それぞれの三悪が鼻息を荒くする中、ドロンボー一味（『ヤッターマン』）だけは、結婚して細々と国分寺で蕎麦屋「会津屋」を営む平和な暮らしをしていたボヤッキーが出場を断ってしまったため、ボヤッキーを欠いての出場となる。
かくしてレースは開始される。最初にトップに躍り出たのは二束三文トリオ（『イタダキマン』）だったが持ち前の不運で早くも脱落し、一網打尽を狙ったオジャママン（『タイムパトロール隊オタスケマン』）も占いママの忠告を無視して攻撃するも隕石が衝突したことで狙いが自分達に変わり、自滅に終わった。ミレンジョ一味（『ヤットデタマン』）とクリーン悪トリオ（『逆転イッパツマン』）はそれぞれの宿敵を唆して借りた大巨神と逆転王で応戦するも、友情を深めた彼らを冒涜したことで怒りを買い、結果的に彼らに裏切られる形で脱落した。残すところ初期の3チームとなり、トップのドロンボーは勝利を確信する中、元祖であるマージョ一味（『タイムボカン』）の妨害で動きを封じられてしまう。いつものように誰がとどめを刺すかで揉めている隙にアクダマン（『ゼンダマン』）は脱出に成功する。メカが故障してしまい、絶体絶命となったドロンジョとトンズラーであったが、その様子を見て全てを投げ打って駆けつけたボヤッキーがそのピンチを救い、逆転してマージョ一味を撃破する。
喜び勇むドロンボー一味だったが、ボヤッキーのいつものミスによりメカが全壊してしまう。唯一メカが無事なアクダマンが優勝だと絶望したその時、ボヤッキーの提案で一味は最後の切り札として、いつもヤッターマンから敗走する時に使っていた「おしおき三輪車」でレースを再開した。優勝を確信し、ファンサービスをして油断したアクダマンも追いかけるも、マージョ一味の妨害から脱出した時にエネルギーを使い果たし、それに憤ったムージョが自爆スイッチを誤って押したことによってドロンボー一味が逆転優勝を果たしたが、ドロンボー一味の前には、かつて自分達を騙し扱き使ったボス・ドクロベエが仮の姿で現れた。勝利のお祝いと称し、「ミュージック」というコールで始まる「ママより怖いおしおきタイム」で一旦幕を閉じた。

### 第2話
タツノッコン王国で同窓会だコロン
主役の座を手に入れ、例によって悪事を働く（この時のインチキ商売は新作アニメ映画の上映会）ドロンボー一味のもとに、ドクロベエならぬ「トグロベエ」から、「日本のどこかにあるタツノッコン王国のトグロストーンを奪え」との指令が入る。ボヤッキーは以前、自身が経営する蕎麦屋「会津屋」で1杯税込380円のコロッケ卵そばを食い逃げした謎の6人組（南部博士と科学忍者隊の面々）を怪しいと思い、ドロンボー一味はその時の記憶を頼りに、女児型の自己成長（進化）型メカ、小学一年生メカ「ロリコンダー」でタツノッコン王国に乗り込む。
その一方でヤッターマンのガンちゃんとアイちゃんは新婚ホヤホヤで、オモッチャマがドロンボー復活を知らせに来てもいちゃつくばかり。タツノッコン王国のピンチに立ち上がったのは、ガッチャマン、キャシャーン、ポリマー、テッカマンといったタツノコヒーローの面々であった。それぞれの宿敵と勘違いした彼らの活躍でドロンボーを撃退したかに見えたが、ロリコンダーが女子高生型メカ「セーラームンムン」に成長すると泣き落としでキャシャーンとテッカマンは退却し、ガッチャマンとポリマーの仲間割れで形勢が逆転して散々に打ち負かされる。
そこにヤッターマンが、「ヤッターワンFZスーパーウルトラバージョン」を駆って高笑いと共に現れる。セーラームンムンに大量のミサイル攻撃を加えたものの、さらに成長し中年主婦（俗に言う「オバサン」）型のおばさんメカ「オバンバー」となったメカを相手に苦戦するが、オバンバーの「意地汚い」という弱点を突いたビックリドッキリメカ（オダンゴメカとショートケーキメカ）を繰り出してヤッターマンが勝利する。
負けはしたものの久々の出演に満足する三悪であったが、どこからともなく「おしおきだべぇ〜」の声が聞こえてきて、結局おしおきファンファーレが流れて受けたおしおき（マタタビンガーのおっぱいミサイル）で吹っ飛ばされる。そして多くの謎を残したままヤッターマンも去っていった。

## 登場キャラクター・キャスト
三悪のキャストは、兼役が多いため、リスト化している。
| ドロンボー一味 | マージョ一味 | アクダマン （アクダマトリオ） | オジャママン | ミレンジョ一味 | クリーン悪トリオ | 二束三文トリオ | キャスト （担当声優） |
| -------------- | ------------ | ----------------------------- | ------------ | -------------- | ---------------- | -------------- | --------------------- |
| ドロンジョ     | マージョ     | ムージョ                      | アターシャ   | ミレンジョ     | ムンムン         | ヤンヤン       | 小原乃梨子            |
| ボヤッキー     | グロッキー   | トボッケー                    | セコビッチ   | コケマツ       | コスイネン       | ダサイネン     | 八奈見乗児            |
| トンズラー     | ワルサー     | ドンジューロー                | ドワルスキー | スカドン       | キョカンチン     | トンメンタン   | たてかべ和也          |

- ドクロベエ、トグロベエ - 滝口順平
- ゲキガスキー、ドン・ファンファン、2-3 - 山本正之（第1話）
- 大巨神 - 田辺宏章（第1話）
- おハナ - 滝沢久美子（第1話）
- サラリーマン、イケマスイタチ、もんざえもん - 鈴木勝美
- 占いママさん、女子高生メカ、オロカブ、オシイ星人 - 矢野陽子（第1話）
- コヤマカメラマン - 小山高生（第1話）
- ナレーション、トミー・ヤマ、逆転王、ささやきレポーター、ブタ、ヤッターワンFZ - 富山敬
- オハヤシ星人 - 甲本浩人、奥谷かひろ（特別友情出演、第1話）
- ヤッターマン1号 - 太田淑子（第2話）
- ヤッターマン2号 - 岡本茉利（第2話）
- オモッチャマ - 桂玲子（第2話）
- 大鷲の健、テッカマン - 森功至（第2話）
- 白鳥のジュン、テンプル - 杉山佳寿子（第2話）
- ポリマー - 曽我部和恭（第2話）
- キャシャーン - 西川幾雄（第2話）
- ロリコンダー → セーラームンムン → オバンバー - 松井菜桜子（第2話）

## スタッフ
- 製作 - 九里一平、生明俊雄
- 原作 - タツノコプロ企画室
- 企画 - 成嶋弘毅（タツノコプロ）、佐々木史朗（ビクターエンタテインメント）
- メインキャラクター - 天野嘉孝
- メインメカ - 大河原邦男
- 音楽 - 神保正明、山本正之
- 監修 - 笹川ひろし、小山高生
- プロデューサー - 植田基生、吉田昇一
- 監督・コンテ・演出 - しぎのあきら
- 脚本 - あかほりさとる（第1話）、関島眞頼（第2話）
- 野良文芸 - アミーゴまさはる
- 演出助手 - 大原実
- 作画監督 - 井口忠一（第1話）、加野晃（第2話）
- 美術監督 - 新井寅雄
- 撮影監督 - 横山幸太郎
- 音響監督 - 水本完
- 原画 - 須田正己 他
- ゲストアニメーター - 板野一郎、大張正己、奥田万つ里
- 動画チェック - 後藤典子
- 色指定 - 佐久間クミ子
- 検査 - 飯島孝枝
- 特殊効果 - 太田憲之
- 美術助手 - 海野よしみ
- 効果 - 野口透（アニメサウンドプロダクション）
- 録音 - 西澤規夫
- 宣伝 - 石川吉元、阿部浩之、野尻千恵子
- メインタイトルデザイン - 村上豊
- 編集 - 三木幸子
- 設定協力 - 小川浩
- 制作デスク - 溝渕康人
- 制作事務 - 西尾美子、竹久保満枝
- 製作管理 - 柴田勝
- 制作 - タツノコプロ、ビクターエンタテインメント

## 主題歌
第1話オープニングテーマ「悪役ドアが開く」
作詞・作曲 - 山本正之 / 編曲 - 神保正明 / 歌 - 山本まさゆき、ピンク・ピッギーズ
従来のタイムボカンシリーズのオープニングと同じ曲調でありながら、悪役を主役として歌われている。
第2話オープニングテーマ「ヤッターマンの歌'93」
作詞 - 若林一郎 / 補作詞・作曲 - 山本正之 / 編曲 - 藤原いくろう / 歌 - 山本まさゆき、ピンク・ピッギーズ
「ヤッターマンの歌」のリメイク。映像は『ヤッターマン』前期オープニング映像（ノンテロップ版）をそのまま使用している。
エンディングテーマ「―さんあく18年―君を離さない　チュッ☆」
作詞・作曲 - 山本正之 / 編曲 - 神保正明 / 歌 - 小原乃梨子、八奈見乗児、たてかべ和也
内容は従来のタイムボカンシリーズのエンディングと同じく悪役をテーマにしている。前奏が「それゆけガイコッツ」や「天才ドロンボー」などと同じになっている。タイトルや歌詞にある「18年」は、1975年のシリーズ第1作『タイムボカン』放送開始から、本作品が制作された1993年までの年月を指す。

## 関連CD

### タイムボカン名曲大全
1991年3月6日発売。タイムボカンシリーズに登場したボーカル曲をほとんど収録している他、トラックの最初と最後に、それぞれの道を歩んでいたドロンボー一味が街中で偶然再会するというミニドラマが収録されている。それによると、ドロンジョはスナックのママ、ボヤッキーは売れっ子ホスト、トンズラーはウサギ売りのテキ屋をやっている。
1998年12月2日に発売された『タイムボカン名曲の夕べ』には、同アルバムに収録されたミニドラマに代わり、オタスケマンまでのボーカル曲をミックスした「ディスコ・キラキラスター」、および本作品のオープニングとエンディング曲が収録されている。

### タイムボカン カラオケ博覧會
1992年12月16日発売。タイムボカンシリーズの主題歌のカラオケバージョンを収録したCD。さらに「タツノコプロ30周年記念ドラマ 絶唱カラオケマン」が前後編で収録されており、三悪のマナーの悪さを正すため、ヒーロー「カラオケマン」の必殺技が炸裂する。カラオケマンの声優は山本正之が担当しており、出身が安城市で普段はシンガーソングライターをしているなど、キャラクター設定も山本をモデルにしている。
イメージソング「絶唱カラオケマンの歌」のシングルも同時発売された。

### 悪玉馬券塾
本作品のリリースに先駆け、1993年9月22日にリリースされたドラマCD。内容は本作品第1話の前日談であり、各作品の三悪がレースに対しての意気込みを見せたり作戦を練るなどしている。また本作品第1話では不参加を表明していたボヤッキーが、同作品内では参加を決めているなど、本作品の内容とはと若干相違する部分もある。また、「馬券」と称した応募券が封入されており、優勝する三悪を予想するキャンペーンが行われた。王道復古第2巻の予告においてもこの件りに触れている
ドラマには三悪の他に、ナレーター、トミーヤマ、ささやきレポーター、豪速九役で富山敬が、ゲキガスキー、ドンファンファン、ゼンダライオン役で山本正之が出演している。
1. 3×7=大予想
（作詞・作曲・編曲・歌：山本正之）
ドラマCD主題歌。各作品の三悪の名前が全て登場する。
2. オリジナルドラマ「大レース　その前夜」
3. アルバム未発表怨念テイク集1人間やめます（逆転イッパツマンより）
4. アルバム未発表怨念テイク集2アターシャ（オタスケマンより）
5. アルバム未発表怨念テイク集3やられちゃったくやしいな（ヤットデタマンより）
6. アルバム未発表怨念テイク集4大巨神讃歌（ヤットデタマンより）
作中で使用されたものも含め、全て新たに録音されたもの。作詞、作曲、編曲、歌は山本正之。

### タイムボカン王道復古　特訓満漢全席
1993年12月16日発売。本作品第1話で優勝したドロンボー一味が、打倒ヤッターマンのために特訓を練る。
1. 悪役ドアが開く
作詞・作曲 - 山本正之 / 編曲 - 神保正明 / 歌 - 山本まさゆき＋ピンクピッギーズ
本作品第1話のオープニング。
2. 特訓満漢全席　餃子編
3. ヤッターマンの歌'93
作詞 - 若林一郎 / 補作詞・作曲 - 山本正之 / 編曲 - 藤原いくろう / 歌 - 山本まさゆき+ピンクピッギーズ
本作品第2話のオープニング。
4. 特訓満漢全席　唐揚げ編
5. 風雪マタタビンガー
作詞・作曲 - 山本正之 / 編曲 - 藤原いくろう / 歌 - 山本まさゆき
本作品第2話に登場した「放浪戦士マタタビンガー」のイメージソング。
6. 特訓満漢全席　ラーメン編
7. TIME BOKAN MEGA MIX（本家バージョン）
作詞 - 山本正之＋若林一郎＋松山貫之＋小山高男 / 作曲 - 山本正之 / 編曲 - 藤原いくろう / 歌 - 山本まさゆき＋ピンクピッギーズ
1993年9月22日発売のシングル「TIME BOKAN MEGA MIX」の2トラック目を再収録したもの。『タイムボカン』から『イタダキマン』までのボーカル曲をミックスしている。
8. 特訓満漢全席　杏仁豆腐＆飲茶編
9. ―さんあく18年―君を離さない　チュッ☆
作詞・作曲 - 山本正之 / 編曲 - 神保正明 / 歌 - 小原乃梨子＋八奈見乗児＋たてかべ和也
本作品のエンディング。
リメイク版「ヤッターマン」での企画アルバム「ドロンボー伝説'08」にも、タイトルを「18年」から「30年」に変えて収録された。「30年」とは、「ヤッターマン」第1作目から数えてのものである。
実写映画版「ヤッターマン」ではドロンボー解散の場面で、アレンジバージョンがBGMとして流れた。